# Южный (Пышминский муниципальный округ)
Южный — посёлок в Пышминском городском округе Свердловской области России.

## Географическое положение
Посёлок расположен в 31 километрах (по автотрассе в 37 километрах) к югу от посёлка Пышма,  вблизи водораздела рек Скатинка и Дерней (правый притоки реки Пышма).

## История
В 1964 г. Указом Президиума ВС РСФСР поселок отделения №3 совхоза «Первомайский»  переименован в Южный.

## Население
| 2002 | 2010 | 2021 |
| ---- | ---- | ---- |
| 239  | ↘205 | ↘139 |